# Clubiona parallelos
Clubiona parallelos är en spindelart som beskrevs av Yin et al. 1996. Clubiona parallelos ingår i släktet Clubiona och familjen säckspindlar. Inga underarter finns listade i Catalogue of Life.